# Aimerico VI di Narbona
Aimerico VI di Narbona (Narbona, 1320 circa – Narbona, 1382) è stato Visconte di Narbona e Barone di Puisserguier (1341-1388). Fu anche Ammiraglio di Francia dal 1369 al 1373.

## Origine
Aimerico, sia secondo la Gran Enciclopèdia Catalana, che secondo Anselme de Sainte-Marie nella Histoire généalogique et chronologique de la maison royale de France, des pairs, grands officiers de la Couronne, de la Maison du Roy et des anciens barons du royaume.... Tome 7 / par le P. Anselme era il figlio secondogenito del Visconte di Narbona, Aimerico V e della moglie, Caterina di Poitiers-Valentinois, che era figlia di Aymar IV de Poitiers, conte di Valentinois e della sua seconda moglie, Margherita di Ginevra, come da documento n° REG 0/0/1/1266 degli Archives de l'Abbaye de Saint-Maurice. 

Aimerico V di Narbona, ancora secondo la Gran enciclopèdia catalana, era figlio del Visconte di Narbona, Amalrico II, e della moglie Giovanna de l'Isle Jourdain, figlia di Jordan IV, barone de l'Isle Jourdain e della sua seconda moglie, Vacquerie de Monteil-Adhemar, come conferma Anselme de Sainte-Marie nella Histoire généalogique et chronologique de la maison royale de France, des pairs, grands officiers de la Couronne, de la Maison du Roy et des anciens barons du royaume.... Tome 2 / par le P. Anselme.

## Biografia
Nacque a Narbona intorno al 1320
Suo padre, Aimerico V, nel 1336, fece testamento ed in quello stesso anno morì, come ci conferma Anselme de Sainte-Marie.

 Suo fratello, Amalrico gli succedette come Amalrico III di Narbona.
Suo fratello, Amalrico III, morì l'8 febbraio 1341, senza discendenza

Aimerico gli succedette come Aimerico VI di Narbona.
Nel dicembre del 1344, nel Castello Reale di Perpignano rese omaggio al nuovo Re d'Aragona, Pietro il Cerimonioso, a seguito della sua conquista del Rossiglione.
Durante la guerra dei cent'anni (il conflitto tra Francia e Inghilterra), Aimerico fu fatto prigioniero varie volte. Il 21 ottobre del 1345, nella battaglia di Auberoche, gli inglesi lo condussero in prigionia.
Nel 1353, Aimerico fu tra i nobili che accompagnarono a Valladolid, Bianca di Borbone, per le nozze con il re di Castiglia e León, Pietro il Crudele, che, dopo pochi giorni, lasciarono la Castiglia, senza omaggiare il re Pietro, per il deplorevole comportamento di quest'ultimo con la moglie, Bianca, come riporta Anselme de Sainte-Marie.
Nel 1356, Aimerico partecipò alla battaglia di Poitiers, dove fu ferito e fatto prigioniero, assieme al suo re, Giovanni II di Francia.

Riottenne la libertà l'anno successivo, nel 1357, quando Aimerico offrì i suoi servigi al re di Aragona, di Valencia, di Sardegna e di Corsica, Conte di Barcellona e delle altre contee catalane, Pietro IV d'Aragona, nella guerra contro Pietro il Crudele, conosciuta come guerra dei due Pietri.

Pietro IV d'Aragona, poi, nel 1362 concesse ad Aimerico una pensione di 2000 livre di Barcellona.
Nel 1358, dopo la partecipazione a così tante battaglie, gli fu dato per poco tempo concesso il titolo di Governatore capitano e Generale in Linguadoca dal re Giovanni II di Francia.
Nel 1366, Aimerico fu fatto prigioniero in Guascogna dalle truppe del principe di Galles, Edoardo il Principe Nero.
Nel 1369, Aimerico si trovava a Parigi a contrastare gli Inglesi che per cinque giorni premettero alle porte della città.
Nel dicembre di quello stesso anno, Aimerico fu nominato, per lettera, ammiraglio di Francia, incarico che tenne sino al 1373.
Il Visconte di Narbona, Aimerico VI morì, a circa sessant'anni, nel 1382 e fu inumato nell'Abbazia di Sainte-Marie de Fontfroide di Narbona; sulla lapide fu ricordato come Aimerico visconte e signore di Narbona e ammiraglio di Francia.

Gli succedette il figlio maschio primogenito Guglielmo.

## Matrimoni e discendenza
Aimerico si sposò ben quattro volte.
La prima volta si coniugò con Beatrice di Sully, figlia di Giovanni II di Sully e di sua moglie Margherita, figlia di Luigi I, duca di Borbone.

Aimerico da Beatrice ebbe 5 figli.
Rimasto vedovo, si risposò all’inizio del 1360 (i negoziati per questo matrimonio erano iniziati nel 1358) con Yolanda di Ginevra, figlia di Amedeo III, Conte di Ginevra e sua moglie Mathilde, figlia di Roberto VII, Conte di Alvernia e Boulogne..

Aimerico da Yolanda non ebbe discendenza.
Si sposò per la terza volta con Beatrice d'Arborea, figlia del Giudice d’Arborea Mariano IV e di sua moglie Timbora di Roccaberti, nel 1363. 
Fu proprio da questa unione che nacquero la maggior parte dei figli di Aimerico, ben otto, tra cui il suo erede, Guglielmo.
La sua quarta moglie fu Guglielma, unica figlia del nobile catalano Bernardo di Villademany, che secondo Anselme de Sainte-Marie, era al suo secondo matrimonio, essendo vedova di Pere de Pinós. Guglielma rinunciò a tutti i suoi diritti sulla viscontea a favore del figliastro Guglielmo I, nel 1396, e fu sepolta nella chiesa di San Giovanni di Gerusalemme, a Barcellona.

Aimerico da Guglielma non ebbe discendenza.

### Fonti primarie
- (LA)  (FR)  Archives historiques de l'Abbaye de Saint-Maurice.
- (FR)  Histoire généalogique et chronologique de la maison royale de France, tome 2.
- (FR)  Histoire généalogique et chronologique de la maison royale de France, tome 7.

### Letteratura storiografica
- (FR)  Claude Devic, Joseph Vaisseté, Ernest Roschach, "Histoire générale de Languedoc", 1885
- Francesco Cesare Casula, "Storia di Sardegna", Delfino Carlo Editore, 1994, ISBN 978-8871380636
- Francesco Cesare Casula, L.L. Brook, M.M. Costa, A.M. Oliva, R. Pavoni, M. Tangheroni, "Genealogie medioevali in Sardegna", Cagliari, Due D Editrice mediterranea, 1984
- (CA)  Eduardo de Balle, marquès de Vallgornera, "El testamento de Guillema de Villademany, muller del Visconte de Narbona Eimerie IX" nel 42° Congrès de la Fédération historique Du Languedoc méditerranéen et Du Roussilon, Perpignan , 1969, Montpellier, 1970 p. 205-219.